# Flugplatz St. Georgen am Ybbsfeld

i7
i11
i13
Der Flugplatz St. Georgen am Ybbsfeld (ICAO-Code: LOLG) ist ein privater Flugplatz in St. Georgen am Ybbsfelde im österreichischen Bundesland Niederösterreich. Er wird durch die Union Sportfliegergruppe Ybbs betrieben.

## Lage
Der Flugplatz liegt etwa 2,5 km südlich des Zentrums der Gemeinde St. Georgen am Ybbsfelde. Naturräumlich liegt der Flugplatz im Mostviertel an der engsten Stelle zwischen der Böhmischen Masse und den Alpen.

## Flugbetrieb
Am Flugplatz St. Georgen am Ybbsfeld findet Flugbetrieb mit Segelflugzeugen, Motorseglern, Ultraleichtflugzeugen, Motorflugzeugen und Hubschraubern statt. Der Flugplatz verfügt über eine 480 m lange Start- und Landebahn aus Gras mit einer 10 m breiten Kernasphaltierung über die gesamte Pistenlänge. Segelflugzeuge starten per Flugzeugschlepp. Nicht am Platz stationierte Flugzeuge benötigen eine Genehmigung des Platzhalters (PPR), um in St. Georgen am Ybbsfeld landen zu können. Der Flugplatz verfügt über eine Tankstelle für AvGas und Superbenzin.